# Nancy Bea
Nancy Bea (Los Angeles, 1936. február 24. –‎ ?, 2025. március 29.) amerikai zenész, a Los Angeles Dodgers stadion orgonistája volt 27 évig.

## A kezdetek, tanulmányai
Bea Los Angeles környékén nőtt fel, és 4 évesen kezdett zongorázni tizenhét éves nővére kérésére, hét éves korára pedig a harmonikázásban is jártas volt. Tizenhárom évesen rábeszélte zongoratanárát, hogy tanítsa meg neki az orgona alapjait. Több mint 55 éve orgonál a Bellflower Baptist Church-ben, ott találkozott férjével, Bill Hefleyvel. Az Orange County Fair-en, a Pomona Fair-en orgonál, és fellépett már Las Vegasban és a Lake Tahoe-ban is.

## Az MLB-nél
Az 1980-as évek közepén Bea a California Angels orgonistájaként jelentkezett be az 1980-as évek közepén az Angel Stadiumban, és felajánlottak neki egy állást, amelyet nem akart elvenni egy barátjától. Amikor 1987-ben bejelentették, hogy Helen Dell, a Dodgers régi orgonistája tizenöt év után a szezon végén visszavonul, Bea 1988. február 14-én meghallgatásra jelentkezett a Dodgers és a USC Trojans közötti kiállításon. Programjait nem tervezte előre, a játék során a pályán történt eseményekből merítette a jelzéseit, és számos népszerű pop- és rockdalt tartalmazott régebbi és ritkábban játszott számok mellett. Bea – Vin Scully és Rick Monday bemondókkal együtt – a közönség nagy kedvence volt a Dodger Stadiumban.

### Visszavonulása
2015. október 2-án Bea bejelentette visszavonulását a 2015-ös szezont követően, és a Los Angeles Kings orgonistája, Dieter Ruehle váltotta.

## Felszerelés és technika
Bea egy Roland Atelier AT-80S orgonán játszott, amíg vissza nem vonult 2015. október 2-án. A baseball-csapatok közül a Chicago Cubs volt az első olyan csapat, ahol bevezették a sporteseményeken az orgonát, kinek orgonistája Nancy Faust volt. Nem használt semmilyen elektronikus visszajátszót, dobgépet. Az orgona olyan felszerelt volt már ekkor, hogy már saját dobgépe volt a hangszernek, így a billentyűkön keresztül lehetett különböző beállításokon keresztül megszólaltatni a dobot.